# 駐日アンゴラ大使館
駐日アンゴラ大使館（ちゅうにちアンゴラたいしかん、ポルトガル語: Embaixada de Angola no Japão、英語: Embassy of Angola in Japan）は、アンゴラが日本の首都東京に設置している大使館である。駐日アンゴラ共和国大使館とも。

## 歴史
1976年2月20日に日本がアンゴラ人民共和国を承認して、同年9月9日に両国間の外交関係が樹立された。その後は約17年にわたって駐日大使が空席であったが、1993年12月20日にニューデリー常駐の在インド大使が兼轄する形で信任状を捧呈して初代駐日大使に就任した。2000年11月24日、東京に大使館が開設された。

## 所在地
東京都世田谷区代沢2-10-24

## 大使
2023年10月4日より、テオドリンダ・ローザ・ロドリゲス・コエーリョが特命全権大使を務めている。